# 心叶木
心叶木（学名：Haldina cordifolia）为茜草科心叶木属下的一个种。